# アスパラギン酸tRNAAsnリガーゼ
アスパラギン酸tRNAAsnリガーゼ(Aspartate—tRNA(Asn) ligase、EC 6.1.1.23)は、以下の化学反応を触媒する酵素である。
ATP + L-アスパラギン酸 + tRNAAsx{\displaystyle \rightleftharpoons }AMP + 二リン酸 + アスパルチルtRNAAsx
従って、この酵素は、ATPとL-アスパラギン酸とtRNAAsxの3つの基質、AMPと二リン酸とアスパルチルtRNAAsxの3つの生成物を持つ。
この酵素はリガーゼに分類され、特にアミノアシルtRNAと関連化合物に炭素-酸素結合を形成する。系統名はL-アスパラギン酸:tRNAAsxリガーゼ(AMP生成)(L-Aspartate:tRNAAsx ligase (AMP-forming))である。nondiscriminating aspartyl-tRNA synthetase等とも呼ばれる。この酵素は、アラニンとアスパラギン酸の代謝に関与している。